# Mesosemia simulans
Mesosemia simulans är en fjärilsart som beskrevs av Rebillard 1958. Mesosemia simulans ingår i släktet Mesosemia och familjen Riodinidae. Inga underarter finns listade i Catalogue of Life.